# Geloharpya
Geloharpya – rodzaj chrząszczy z rodziny kózkowatych i podrodziny zgrzypikowych. 

## Zasięg występowania
Przedstawiciele tego rodzaju występują w Afryce od Nigerii na płn. po Angolę i Zambię na płd. oraz od Sierra Leone na zach. po Tanzanię na wsch.

## Systematyka
Do Geloharpya zaliczanych jest 10 gatunków:
- Geloharpya amoena
- Geloharpya burgeoni
- Geloharpya confluens
- Geloharpya crux-nigra
- Geloharpya divisa
- Geloharpya leucospila
- Geloharpya murrayi
- Geloharpya polyspila
- Geloharpya schmitti
- Geloharpya vittata